# Washington County (Maine)
Washington County ist ein County im Bundesstaat Maine der Vereinigten Staaten. Der Verwaltungssitz (Shire Town) ist Machias.
Gelegentlich wird Washington County als das „County des Sonnenaufgangs“ (Sunrise County) bezeichnet, weil in diesem östlichsten County die Sonne früher aufgeht als im Rest der Vereinigten Staaten. Benannt ist das County nach George Washington.

## Wirtschaft
Die Wirtschaft von Washington County ist hauptsächlich auf Fischerei, Holzeinschlag und in geringem Maß auf Tourismus ausgerichtet. Große Wirtschaftsunternehmen fehlen; auch der Tourismus ist nicht so stark ausgeprägt wie im Rest von Maine.
Einen besonderen Status hat die Blaubeerernte für das County: 90 Prozent der US-amerikanischen Produktion entsteht hier.

## Geographie
Nach Angaben des U.S. Census Bureau hat das County eine Gesamtfläche von 8430 Quadratkilometern. Davon sind 1778 Quadratkilometer, entsprechend 21,09 Prozent, Wasserflächen. Washington hat in der Kleinstadt Lubec den östlichsten Festlandpunkt der Vereinigten Staaten. Der am weitesten östlich gelegene Punkt ist die auf einer vorgelagerten Insel gelegene Stadt Eastport.
Entlang der Küste von Washington County treten die höchsten Tidenhübe auf: durchschnittlich etwa 6,5 Meter (18 feet) an der Küste bei Lubec, Jonesport und Eastport, und sogar etwa 7 Meter (20 feet) im Mündungsbereich des St. Croix River bei Calais. Das County grenzt im Uhrzeigersinn an die Countys: York County (New Brunswick) (Kanada), Charlotte County (New Brunswick) (Kanada), Hancock County, Aroostook County und Penobscot County.

## Geschichte
100 Bauwerke und Stätten des Countys sind im National Register of Historic Places eingetragen (Stand 11. November 2017).

## Demografische Daten

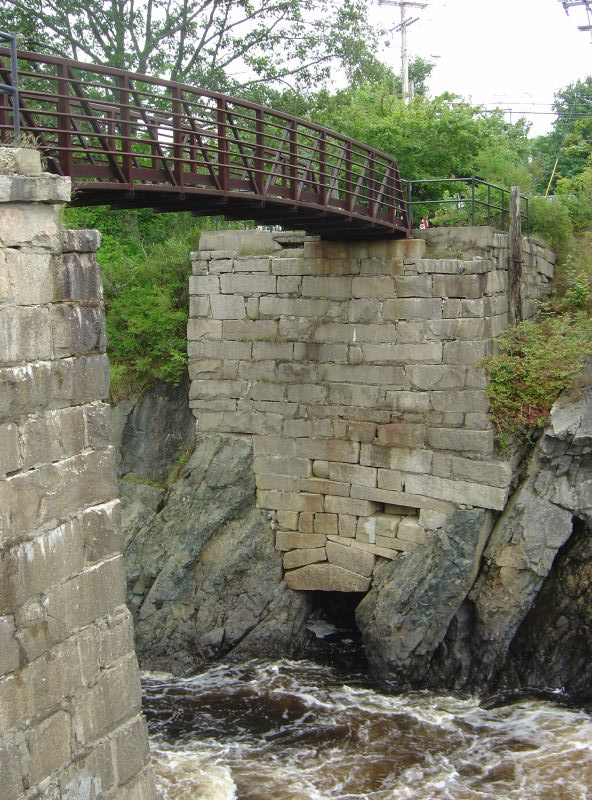
Brücke über den Machias River

Nach der Volkszählung im Jahr 2000 lebten im County 33.941 Menschen. Es gab 14.118 Haushalte und 9.303 Familien. Die Bevölkerungsdichte betrug 5 Einwohner pro Quadratkilometer. Ethnisch betrachtet setzte sich die Bevölkerung zusammen aus 93,48 % Weißen, 0,26 % Afroamerikanern, 4,43 % amerikanischen Ureinwohnern (zumeist Passamaquoddy), 0,30 % Asiaten, 0,01 % Bewohnern aus dem pazifischen Inselraum und 0,44 % aus anderen ethnischen Gruppen; 1,07 % stammten von zwei oder mehr ethnischen Gruppen ab. 0,81 % der Bevölkerung waren spanischer oder lateinamerikanischer Abstammung.
Von den 14.118 Haushalten hatten 28,00 % Kinder und Jugendliche unter 18 Jahre, die bei ihnen lebten. 52,10 % waren verheiratete, zusammenlebende Paare, 9,50 % waren allein erziehende Mütter. 34,10 % waren keine Familien. 28,30 % waren Singlehaushalte und in 13,10 % lebten Menschen im Alter von 65 Jahren oder darüber. Die Durchschnittshaushaltsgröße betrug 2,34 und die durchschnittliche Familiengröße lag bei 2,84 Personen.

Alterspyramide des Washington Countys (Stand: 2000)

Auf das gesamte County bezogen setzte sich die Bevölkerung zusammen aus 22,90 % Einwohnern unter 18 Jahren, 8,00 % zwischen 18 und 24 Jahren, 26,30 % zwischen 25 und 44 Jahren, 25,60 % zwischen 45 und 64 Jahren und 17,30 % waren 65 Jahre alt oder darüber. Das Durchschnittsalter betrug 40 Jahre. Auf 100 weibliche Personen kamen 95,50 männliche Personen, auf 100 Frauen im Alter ab 18 Jahren kamen statistisch 93,90 Männer.
Das jährliche Durchschnittseinkommen eines Haushalts betrug 25.869 USD, das Durchschnittseinkommen der Familien betrug 31.657 USD. Männer hatten ein Durchschnittseinkommen von 28.347 USD, Frauen 20.074 USD. Das Prokopfeinkommen betrug 14.119 USD. 19,00 % der Bevölkerung und 14,20 % der Familien lebten unterhalb der Armutsgrenze. 22,40 % davon waren unter 18 Jahre und 19,20 % waren 65 Jahre oder älter.
|  |  |

### Census 2020
Beim US-Census von 2020 wurden in Washington County 31.095 Einwohner in 21.594 Haushalten gezählt.

## Städte und Gemeinden
Washington County ist unterteilt in 51 Verwaltungseinheiten: zwei Citys, 39 Towns und zwei Plantations; zwei Gebiete sind Indianerreservate, es gibt drei Unorganized Territorys und drei Census-designated placees.
| Ortschaft             | Status     | Einwohner (2020) | Gesamte Fläche [km²] | Landfläche [km²] | Bevölkerungsdichte [Einwohner / km²] | Gründung      |
| --------------------- | ---------- | ---------------- | -------------------- | ---------------- | ------------------------------------ | ------------- |
| Addison               | Town       | 1.148            | 260,2                | 109,9            | 10,40                                | 14. Feb. 1797 |
| Alexander             | Town       | 525              | 118,2                | 104,0            | 5,00                                 | 19. Jan. 1825 |
| Baileyville           | Town       | 1.318            | 108,6                | 96,2             | 13,70                                | 19. Feb. 1828 |
| Baring                | Plantation | 201              | 62,0                 | 54,0             | 3,70                                 | 10. Jan. 1825 |
| Beals                 | Town       | 443              | 125,2                | 14,6             | 30,30                                | 7. Apr. 1925  |
| Beddington            | Town       | 60               | 98,1                 | 89,6             | 0,70                                 | 31. Jan. 1833 |
| Calais                | City       | 3.079            | 103,9                | 88,9             | 34,60                                | 16. Juni 1809 |
| Charlotte             | Town       | 337              | 87,4                 | 80,3             | 4,20                                 | 19. Jan. 1825 |
| Cherryfield           | Town       | 1.107            | 116,5                | 115,1            | 9,60                                 | 9. Feb. 1816  |
| Columbia Falls        | Town       | 476              | 63,9                 | 63,6             | 7,50                                 | 25. März 1863 |
| Columbia              | Town       | 435              | 94,8                 | 94,0             | 4,60                                 | 8. Feb. 1796  |
| Cooper                | Town       | 168              | 84,4                 | 79,5             | 2,10                                 | 6. Feb. 1822  |
| Crawford              | Town       | 93               | 97,9                 | 89,4             | 1,00                                 | 11. Feb. 1828 |
| Cutler                | Town       | 524              | 305,4                | 121,6            | 4,30                                 | 28. Jan. 1826 |
| Danforth              | Town       | 587              | 156,6                | 139,9            | 4,20                                 | 17. März 1860 |
| Deblois               | Town       | 74               | 93,5                 | 92,8             | 0,80                                 | 4. März 1852  |
| Dennysville           | Town       | 300              | 39,6                 | 38,6             | 7,80                                 | 13. Feb. 1818 |
| East Machias          | Town       | 1.326            | 103,7                | 90,2             | 14,70                                | 26. Jan. 1826 |
| Eastport              | City       | 1.288            | 32,0                 | 9,4              | 137,00                               | 24. Feb. 1798 |
| Grand Lake Stream     | Plantation | 125              | 126,1                | 114,5            | 1,10                                 | 25. Jan. 1798 |
| Harrington            | Town       | 962              | 130,3                | 54,7             | 17,60                                | 17. Juni 1797 |
| Jonesboro             | Town       | 579              | 99,4                 | 94,7             | 6,10                                 | 4. März 1809  |
| Jonesport             | Town       | 1.245            | 259,9                | 73,8             | 16,90                                | 3. Feb. 1832  |
| Lubec                 | Town       | 1.237            | 203,0                | 86,1             | 14,40                                | 21. Juni 1811 |
| Machias (County Seat) | Town       | 2.060            | 38,3                 | 35,9             | 57,40                                | 23. Juni 1784 |
| Machiasport           | Town       | 962              | 159,6                | 55,5             | 17,30                                | 24. Jan. 1826 |
| Marshfield            | Town       | 528              | 45,4                 | 44,1             | 12,00                                | 30. Juni 1846 |
| Meddybemps            | Town       | 139              | 41,6                 | 34,0             | 4,10                                 | 20. Feb. 1841 |
| Milbridge             | Town       | 1.375            | 189,0                | 62,8             | 21,90                                | 14. Juli 1848 |
| Northfield            | Town       | 178              | 118,7                | 112,9            | 1,60                                 | 21. März 1838 |
| Pembroke              | Town       | 788              | 91,3                 | 70,9             | 11,10                                | 4. Feb. 1832  |
| Perry                 | Town       | 802              | 108,9                | 75,8             | 10,60                                | 12. Feb. 1818 |
| Princeton             | Town       | 745              | 108,2                | 95,4             | 7,80                                 | 3. Feb. 1832  |
| Robbinston            | Town       | 539              | 87,4                 | 73,0             | 7,40                                 | 18. Feb. 1811 |
| Roque Bluffs          | Town       | 296              | 50,6                 | 26,9             | 11,00                                | 12. März 1891 |
| Steuben               | Town       | 1.129            | 193,7                | 111,3            | 10,10                                | 27. Feb. 1795 |
| Talmadge              | Town       | 70               | 101,2                | 97,9             | 0,70                                 | 28. Feb. 1875 |
| Topsfield             | Town       | 179              | 143,3                | 129,7            | 1,40                                 | 24. Feb. 1838 |
| Vanceboro             | Town       | 102              | 58,0                 | 52,2             | 2,00                                 | 4. März 1874  |
| Waite                 | Town       | 66               | 114,1                | 113,9            | 0,60                                 | 22. Feb. 1876 |
| Wesley                | Town       | 122              | 131,2                | 129,2            | 0,90                                 | 24. Jan. 1833 |
| Whiting               | Town       | 482              | 134,9                | 121,1            | 4,00                                 | 15. Feb. 1825 |
| Whitneyville          | Town       | 202              | 39,4                 | 38,5             | 5,20                                 | 10. Feb. 1845 |

Census-designated placees
- Lubec (CDP) (334)
- Machias (CDP) (1.457)
- Woodland (CDP) (853)

Unorganized Territory
- Codyville (24)(Stand 2010)
- East Central Washington (724)
- North Washington (505)

Indianerreservate
- Passamaquoddy Pleasant Point Reservation (Maine)
- Passamaquoddy Indian Township Reservation (Maine)